# Loris Capirossi

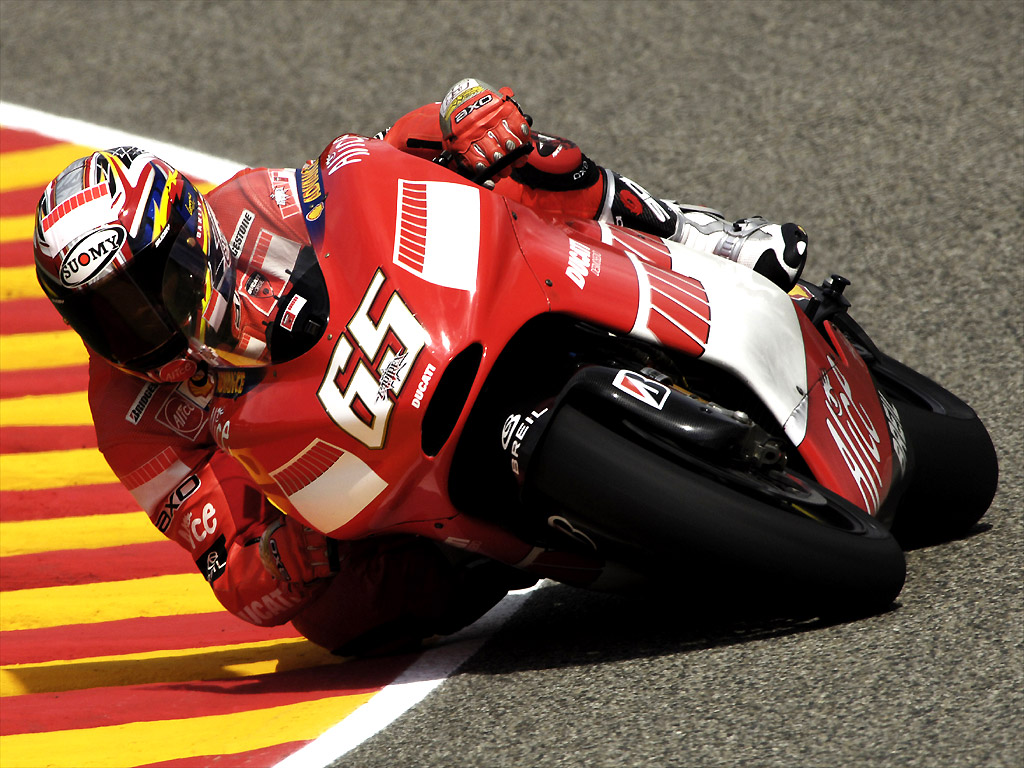
Loris Capirossi på banan.

Loris Capirossi, född 4 april 1973 i Castel San Pietro Terme i Bologna i Italien, är en italiensk roadracingförare aktiv i VM från 1990 till 2011. Han är världsmästare i 125GP 1990 och 1991 samt i 250GP 1998. Capirossi körde i 500/MotoGP-klassen 1995, 1996 och 2000–2011. Hans blev som bäst trea i VM-tabellen 2001 i 500GP och 2006 i MotoGP. Capirossi deltog i totalt 328 Grand Prix under karriären och var en tid den förare som kört flest Grand Prix sedan starten för världsmästerskapen 1949 innan Valentino Rossi gick om.

## Karriär
Capirossi debuterade i 125-klassen, Roadracing-VM 1990 på en Honda. I debuttävlingen i Japan kom han sexa och fortsatte sedan att prestera bra under säsongen. Första segern kom i Storbritanniens Grand prix och med seger i årets två sista deltävlingar tog Capirossi världsmästartiteln redan sin debutsäsong. Marginalen till tvåan Hans Spaan var 9 poäng. Säsongen 1991 försvarade Capirossi sin och Hondas VM-titel utan större problem och flyttade till 1992 upp till 250-klassen.
Första säsongen i mellanklassen 250 blev ett mellanår. Första segern kom säsongen 1994 och därefter kom Grand Prix-segrarna relativt regelbundet och han blev tvåa i VM 1993 och trea 1994. Capiross flyttade sedan upp i 500-klassen där han blev två år och tog sin första seger i Australiens Grand Prix 1996. 1997 var han tillbaka i 250-klassen för Aprilia, men VM-titeln blev inte ledig innan klassens dominant Max Biaggi flyttade upp i 500-klassen. Detta skedde såsongen 1998 och då blev Capirossi världsmästare för Aprilia efter en beryktad incident med teamkamraten Tetsuya Harada. Aprilia förlängde inte kontraktet med världsmästaren Capirossi. Året därpå blev han trea på Honda och flyttade till säsongen 2000 upp till 500-klassen och Sito Pons Honda-team, vann Italiens GP och slutade sjua i VM. Säsongen 2001 blev Capirossi VM-trea utan att vinna något Grand Prix och den följande säsongen blev frustrerande för Capirossi eftersom han fortfarande körde en 500 cm³ tvåtakt när huvudkonkurrenterna körde 900 cm³ fyrtakt.
Capirossi körde sedan 2003 MotoGP som försteförare i Ducatis fabriksteam, där han varit med sen stallet startade och varit en nyckelperson i utveckling av fabrikens MotoGP-maskiner. Hans första seger för Ducati var den första segern i 500/MotoGP-klassen för en italienare på en italiensk motorcykel sedan Giacomo Agostini vann på MV Agusta 1976. Capirossi blev fyra i VM efter tre Honda-förare.
VM-säsongen 2004 blev ett mellanår för Capirossi och Ducati eftersom deras Desmosedici GP4 inte var lika snabb som Hondas och Yamahas motorcyklar. Han slutade på nionde plats i sammandraget. Inför Roadracing-VM 2005 bytte Ducati däcksleverantör från Michelin till Bridgestone på försäsongen. Capirossi och Ducati hade inledningsvis däcksproblem, men under andra halvan av säsongen vann Capirossi Japans och Malysias Grand Prixer innan han skadade sig på träningen på Phillip Island och tvingades avstå två race. Han blev sexa i VM.
Säsongen 2006 såg ut att bli Capirossis bästa. Han ledde VM efter 6 av 17 deltävlingar, men i nästa GP, Katalonien, kolliderade han med Sete Gibernau i första kurvan och båda förarna hamnade på sjukhus. En skadad Capirossi kunde inte göra sig själv rättvisa och slutade trea i VM bakom Nicky Hayden och Valentino Rossi. 2007 hade han problem att komma tillrätta med Ducatis nya 800-kubikare, samtidigt som hans teamkamrat Casey Stoner körde bra och till slut vann VM. Capirossi vann säsongens enda regnrace, Japans GP, men Ducati Corse hade redan tidigt på säsongen valt att inte förnya kontraktet med Capirossi.
Säsongen 2008 körde han för Suzuki MotoGP:s fabriksteam tillsammans med Chris Vermeulen. En tredjeplats blev säsongens bästa placering och Capirossis sista pallplats. Han fortsatte för Suzuki 2009 och 2010 innan han avslutade karriären 2011 på Ducati för Pramac Racing.
Efter den aktiva karriären arbetade Capirossi med säkerhetsarbete i MotGP. Internationella motorcykelförbundet utsåg 2013 Capirossi som förarrepresentant i MotoGP:s race direction (tävlingsledning).

## Familj
Loris är gift med den italienska före detta fotomodellen Ingrid Capirossi. Paret bor i Monaco och fick sitt första barn 2007.

## VM-säsonger
Säsonger
| Säsong | Klass  | Plac. | Antal race | Poäng | Segrar | Pall- plats | Pole | Snabbaste varv | Motorcykel      | Team                | Start -nr |
| ------ | ------ | ----- | ---------- | ----- | ------ | ----------- | ---- | -------------- | --------------- | ------------------- | --------- |
| 1990   | 125GP  | 1     | 14         | 182   | 3      | 8           |      |                | Honda           |                     |           |
| 1991   | 125GP  | 1     | 13         | 200   | 5      | 12          | 5    | 4              | Honda           |                     |           |
| 1992   | 250GP  | 12    | 13         | 27    |        |             |      |                | Honda           |                     |           |
| 1993   | 250GP  | 2     | 14         | 193   | 3      | 7           | 7    | 5              | Honda           |                     |           |
| 1994   | 250GP  | 3     | 14         | 199   | 4      | 9           | 5    | 5              | Honda           |                     |           |
| 1995   | 500GP  | 6     | 12         | 108   |        | 1           |      |                | Honda           |                     |           |
| 1996   | 500GP  | 10    | 15         | 98    | 1      | 3           |      |                | Yamaha          |                     |           |
| 1997   | 250GP  | 6     | 14         | 116   |        | 3           | 1    | 2              | Aprilia         |                     |           |
| 1998   | 250GP  | 1     | 14         | 224   | 2      | 9           | 8    | 3              | Aprilia         |                     |           |
| 1999   | 250GP  | 3     | 15         | 209   | 3      | 9           | 2    | 3              | Honda           |                     |           |
| 2000   | 500GP  | 7     | 16         | 154   | 1      | 4           | 1    | 1              | Honda           |                     |           |
| 2001   | 500GP  | 3     | 16         | 210   |        | 9           | 4    | 1              | Honda           |                     |           |
| 2002   | MotoGP | 8     | 14         | 109   |        | 2           |      |                | Honda (tvåtakt) |                     |           |
| 2003   | MotoGP | 4     | 16         | 177   | 1      | 6           | 3    | 1              | Ducati          |                     |           |
| 2004   | MotoGP | 9     | 16         | 117   |        | 1           |      | 1              | Ducati          |                     |           |
| 2005   | MotoGP | 6     | 15         | 157   | 2      | 4           | 3    | 1              | Ducati          |                     |           |
| 2006   | MotoGP | 3     | 17         | 229   | 3      | 8           | 2    | 5              | Ducati          |                     |           |
| 2007   | MotoGP | 7     | 18         | 166   | 1      | 4           |      |                | Ducati          |                     |           |
| 2008   | MotoGP | 10    | 16         | 118   | -      | 1           | -    | -              | Suzuki          | Rizla Suzuki MotoGP | 65        |
| 2009   | MotoGP | 9     | 17         | 110   | -      | -           | -    | -              | Suzuki          | Rizla Suzuki MotoGP | 65        |
| 2010   | MotoGP | 16    | 16         | 44    | -      | -           | -    | -              | Suzuki          | Rizla Suzuki MotoGP | 65        |
| 2011   | MotoGP | 13    | 17         | 43    | -      | -           | -    | -              | Ducati          | Pramac Racing Team  | 65        |

## Statistik 500GP/MotoGP

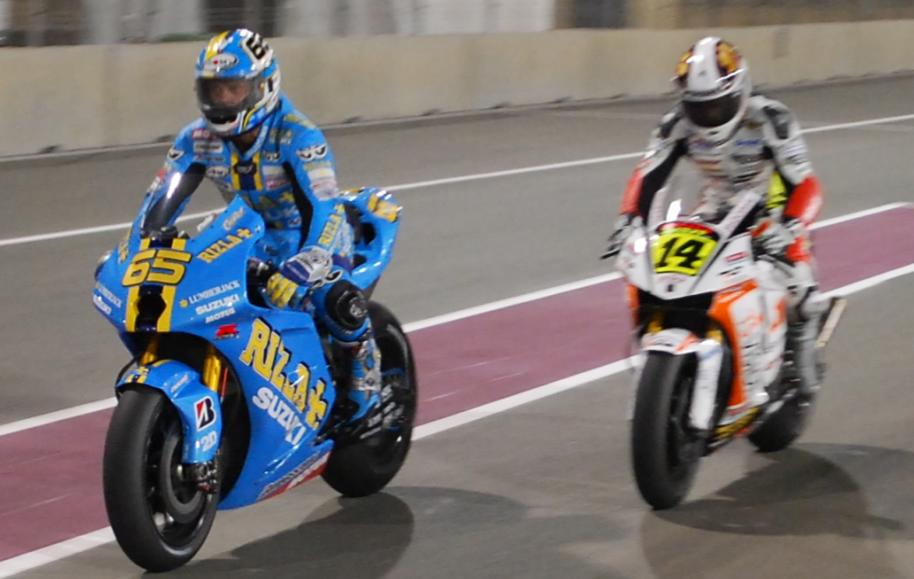
Capirossi (t.v.) och Randy de Puniet 2008.

| Nr | Grand Prix | År   |
| -- | ---------- | ---- |
| 1  | Australien | 1996 |
| 2  | Italien    | 2000 |
| 3  | Katalonien | 2003 |
| 4  | Japan      | 2005 |
| 5  | Malaysia   | 2005 |
| 6  | Spanien    | 2006 |
| 7  | Tjeckien   | 2006 |
| 8  | Japan      | 2006 |
| 9  | Japan      | 2007 |

| Nr | Grand Prix | År   |
| -- | ---------- | ---- |
| 1  | Australien | 2000 |
| 2  | Sydafrika  | 2001 |
| 3  | Italien    | 2001 |
| 4  | Portugal   | 2001 |
| 5  | Malaysia   | 2001 |
| 6  | Italien    | 2003 |
| 7  | Australien | 2003 |
| 8  | Tjeckien   | 2005 |
| 9  | Frankrike  | 2006 |
| 10 | Italien    | 2006 |
| 11 | Malaysia   | 2006 |
| 12 | Valencia   | 2006 |
| 13 | Tyskland   | 2007 |
| 14 | Australien | 2007 |

| Nr | Grand Prix | År   |
| -- | ---------- | ---- |
| 1  | Katalonien | 1995 |
| 2  | Indonesien | 1996 |
| 3  | Sydafrika  | 2000 |
| 4  | Holland    | 2000 |
| 5  | Katalonien | 2001 |
| 6  | Holland    | 2001 |
| 7  | Tjeckien   | 2001 |
| 8  | Pacific    | 2001 |
| 9  | Australien | 2001 |
| 10 | Sydafrika  | 2002 |
| 11 | Pacific    | 2002 |
| 12 | Japan      | 2003 |
| 13 | Portugal   | 2003 |
| 14 | Valencia   | 2003 |
| 15 | Australien | 2004 |
| 16 | Italien    | 2005 |
| 17 | Qatar      | 2006 |
| 18 | Turkiet    | 2007 |
| 19 | Tjeckien   | 2008 |

## Segrar 250GP
| Nr | Grand Prix     | År   |
| -- | -------------- | ---- |
| 1  | Holland        | 1993 |
| 2  | San Marino     | 1993 |
| 3  | USA            | 1993 |
| 4  | Österrike      | 1994 |
| 5  | Tyskland       | 1994 |
| 6  | Frankrike      | 1994 |
| 7  | Storbritannien | 1994 |
| 8  | Spanien        | 1998 |
| 9  | Storbritannien | 1998 |
| 10 | Malaysia       | 1999 |
| 11 | Holland        | 1999 |

## Segrar 125GP
| Nr | Grand Prix     | År   |
| -- | -------------- | ---- |
| 1  | Storbritannien | 1990 |
| 2  | Ungern         | 1990 |
| 3  | Australien     | 1990 |
| 4  | Australien     | 1991 |
| 5  | Jarama         | 1991 |
| 6  | Frankrike      | 1991 |
| 7  | Storbritannien | 1991 |
| 8  | Malaysia       | 1991 |